# 大ヒマラヤ山脈
大ヒマラヤ山脈（だいヒマラヤさんみゃく、英語: Great Himalaya Mountains）は、ヒマラヤ山脈系の中で最も高い山脈である。これには、パキスタン、中国、インド、ネパール、チベットの山々が含まれ、世界で最も高い山であるエベレスト、その他の「最も高い山々」であるK2、カンチェンジュンガ、ローツェ、ナンガパルバットなどが大ヒマラヤ山脈の一部である。この山脈の西から東への総延長は2,400キロメートルあり、その平均標高は6,000メートルになる。またガンゴートリー氷河、サトパンス氷河（Satopanth Glacier）などの名だたる氷河もある。